# Daihatsu Rugger
Daihatsu Rugger (яп. ダイハツ・ラガー) — полноприводный автомобиль производства Daihatsu. На европейском рынке он также продавался как Daihatsu Rocky, в Великобритании как Daihatsu Fourtrak, на некоторых других известен как Daihatsu Taft. Автомобиль пришел на замену Daihatsu Taft в 1984 году и производился до 2002 года.
В 1992 году произошла модернизация модели, сменились решетка радиатора, бампера, крылья колёс.
На некоторых рынках автомобиль Daihatsu Feroza продавался под названием Daihatsu Rocky (заводской индекс F300).

## Первое поколение
Первое поколение продавалось с 1984 по 1993 годы, сменив при этом Daihatsu Taft. Автомобили были доступны в короткой колёсной базе с раскладным мягким верхом или со съемной металлической жесткой крышей с расширенной колесной базой. Последний вариант, названный Rugger Wagon, может перевозить до восьми человек в салоне. Было доступно три двигателя: бензиновый Toyota 3Y объёмом 2 литра с одним верхним распредвалом, одиночным карбюратором, мощностью 88 л.с. (65 кВт); и два 2,8-литровых дизельных варианта, атмосферный мощностью 73 л.с. (54 кВт), или турбированный 88 л.с. (65 кВт), с верхними клапанами. Подключаемый полный привод был стандартным для всех моделей. Версии с двигателями Toyota продавались на японском рынке как Toyota Blizzard.
Модели 1984—1992 годов представляли собой SWB F70, LWB F75 и длиннобазный пикап F77 Pick up. В 1989 году 2,8-литровый турбодизель претерпел ряд изменений, появились цепи вместо ремней ГРМ и квадратные фары.

## Второе поколение
Второе поколение появилось в 1992 году и было доступно для экспорта на следующий год. Среди изменений рессорная подвеска сменилась независимой передней и пружинной задней подвеской. Бензиновый двигатель увеличился до 2,2-литров, с небольшим приростом мощности до 91 л.с. (67 кВт), в то время как 2,8-литровый турбодизель получил интеркулер, в результате чего мощность выросла до 102 л.с. (75 кВт). Модель, по прежнему, считается слишком деревенской, до сих пор не появились задние двери у модели длинной колёсной базой, и Daihatsu отказались менять это, сосредоточившись вместо этого на меньших автомобилях.
В Индонезии версия F70 была длиннобазной, и строилась на нескольких различных колесных базах и со многими стилями кузова. В дополнение к использовавшемуся трёхдверному универсалу собирался также длинная, пятидверная версия в качестве пикапа. Он продавался как Daihatsu Taft, Rocky, или Hiline и оснащался дизельным двигателем. С бензиновым двигателем модель получила название Feroza (не следует путать с меньшей, F300-серией, которые, никогда не было на рынке Индонезии).

## Bertone Freeclimber

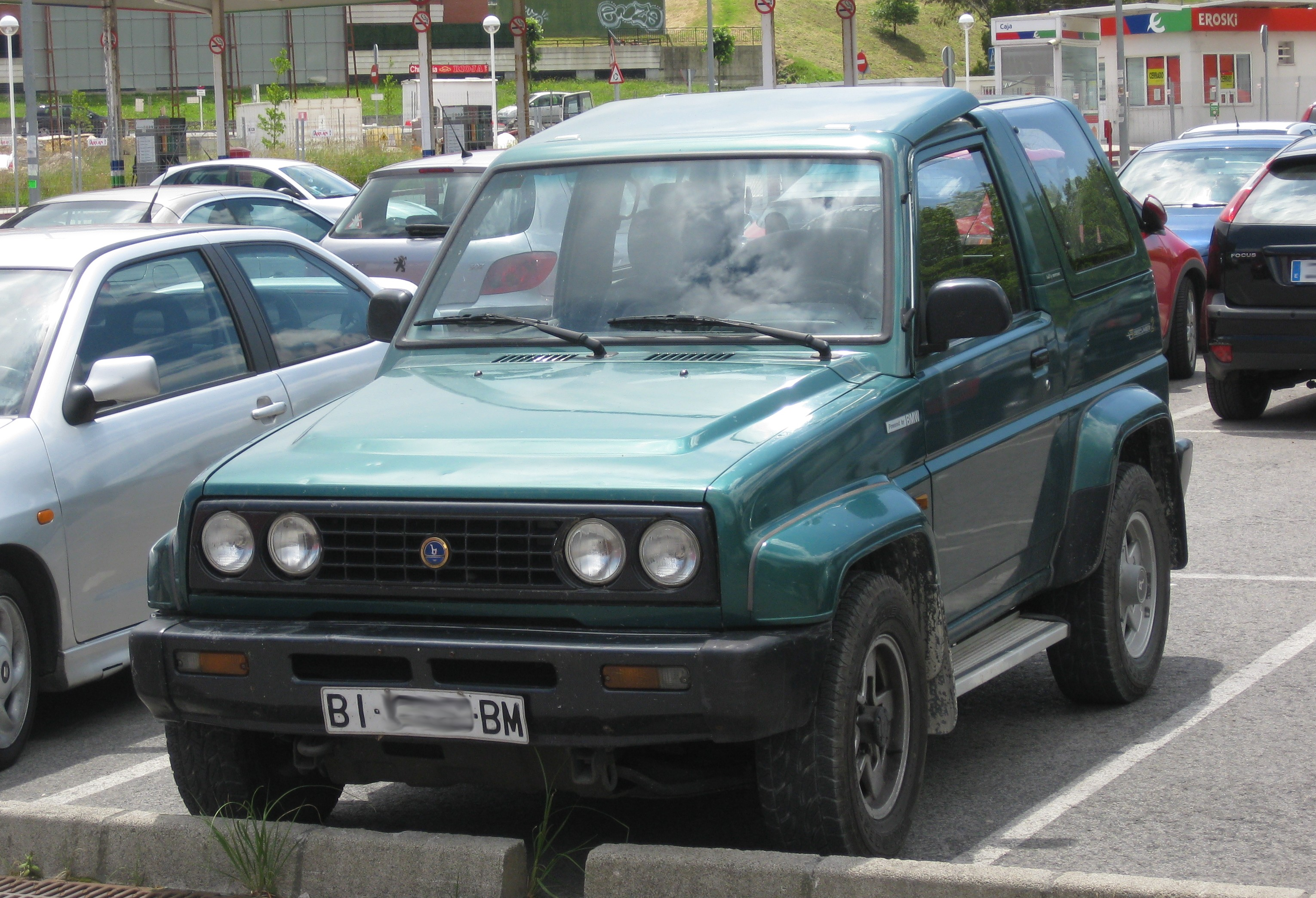
Bertone Freeclimber 2

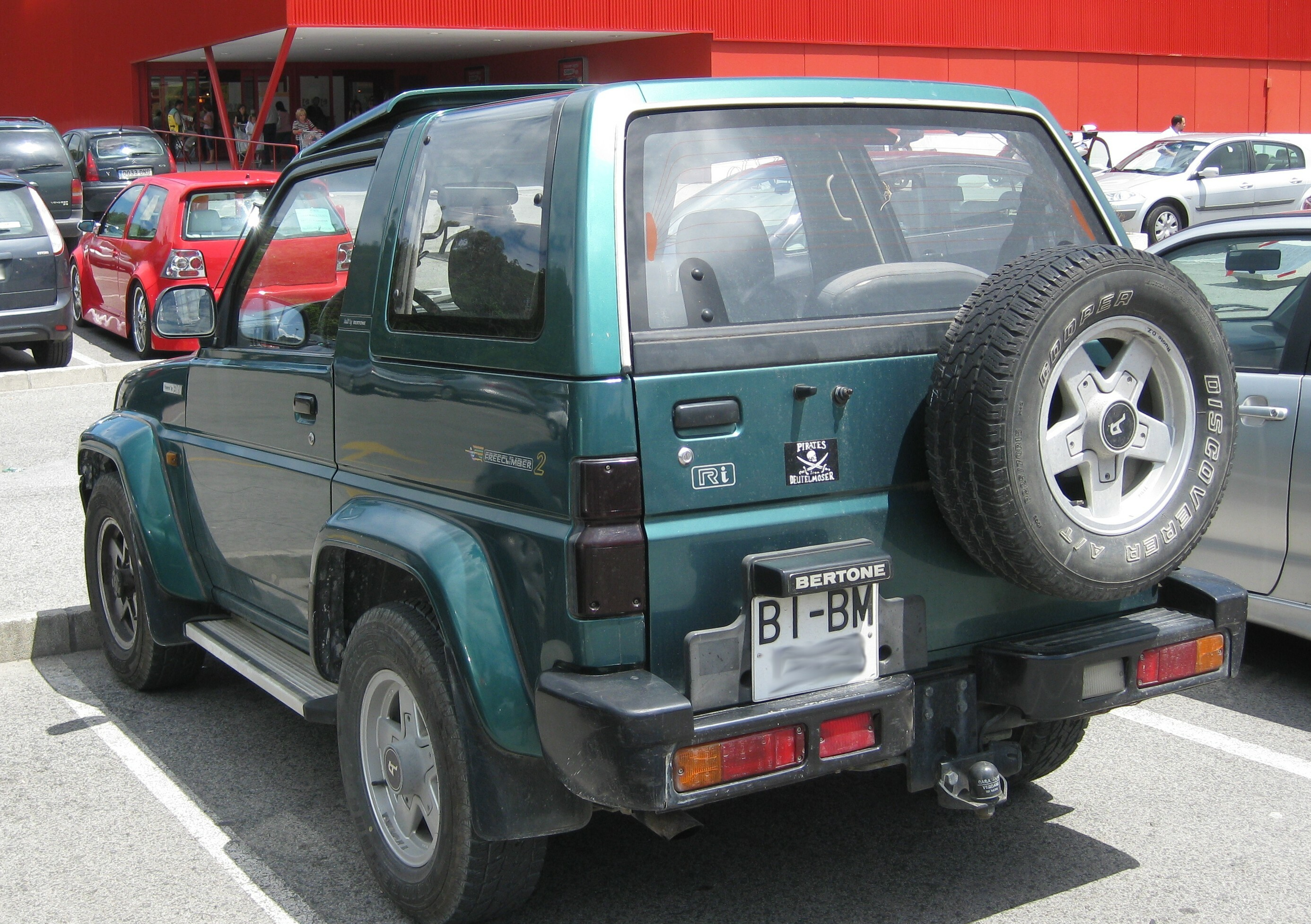
Bertone Freeclimber 2

Собиравшаяся в Италии для продаж по Европе, эта версия, названная Bertone Freeclimber использовала компоненты Daihatsu, турбодизельный двигатель от BMW, объёмом 2443 куб.см, или один из двух бензиновых двигателей BMW (1991 куб.см и 2693 куб.см). Все двигатели шестицилиндровые, модифицированные компанией Gruppo Bertone. Freeclimber это хорошо оборудованный, высококлассный (люксовый автомобиль) внедорожник, производившийся с 1989 по 1992 годы. Во Франции, был доступен только дизельный вариант, импортер Chardonnet предлагал более роскошный вариант. Названный в честь духов Николас де Барри его называли Голубая лагуна (Blue Lagoon), он был доступен с алькантаровым или кожаным салоном.
Существует 2 поколения модели:
1-е поколение:
1989—1992, с бензиновыми двигателями BMW объемом 2.0 и 2.7 литра, а также дизельным двигателем объемом 2.4 литра мощностью 115 л. с..
2-е поколение:
1992—1995 с бензиновым двигателем BMW объемом 1.6 литра и мощностью 100 л. с..
Это была слегка рестайлинговая версия Daihatsu Feroza с двигателем BMW. Кузов был практически идентичен кузову японского внедорожника: отличались лишь решетка радиатора с четырьмя круглыми фарами, колесные диски и дополнительные брызговики из-за более широкой колеи. Также интерьер был очень похож на интерьер Feroza: очень мало деталей и измененные логотипы, которые очевидно, были Bertone. Он продавался с металлическим верхом или кузовом кабрио (оснащенным жестким верхом), в двух комплектациях: «Si» и более богатой комплектации «Ri». Также была возможна версия «City» с постоянным полным приводом и без понижающей передачи, чтобы избежать налоговой надбавки на внедорожники.
Несколько экземпляров были переданы карабинерам и пожарным.
В 1994 году на Женевском автосалоне впервые была представлена модель Freeclimber 2, на тот момент еще не пригодная для дорожного движения. Полностью рабочая модель появилась в конце весны следующего года. Несмотря на растущий интерес к полноприводным автомобилям среди европейских покупателей, лишь немногие легковые автомобили были способны ездить по суровому бездорожью. Они искали более комфортный автомобиль для езды в сложных городских условиях, и Freeclimber 2 идеально подошел для этого. Длина автомобиля была сокращена до 3780 мм, а сам автомобиль стал шире, что обеспечило более просторный салон и облегчило парковку. Были установлены новый капот, пластиковый бампер и крылья, а остальное от Daihatsu было сохранено за исключением двигателя, который был заменен на BMW.

## Двигатели
Бензиновые
- 2,0 л Toyota 3Y 1984 куб.см, 88 л.с. при 4600 об/мин, 157 Нм при 3000 об/мин (до 1992 года)
- 2,2 л Toyota 4Y 2237 куб.см, 91 л.с. при 4200 об/мин, 179 Нм при 2500 об/мин (с 1992 года)

Дизельные
- 2,8 л D DL41 2746 куб.см, 73 л.с. при 3600 об/мин, 170 Нм при 2200 об/мин (1994—1988 годы)
- 2,8 л TD DL41 2746 куб.см, 88 л.с. при 3600 об/мин, 211 Нм при 2200 об/мин (1986—1988 годы)
- 2,8 л TD DL42 2746 куб.см, 91 л.с. при 3400 об/мин, 223 Нм при 2200 об/мин (1988—1991 годы)
- 2,8 л TD DL42 2746 куб.см, 102 л.с. при 3400 об/мин, 249 Нм при 2200 об/мин (1991—1998 годы)
- 2,8 л TD DL42 2746 куб.см, 98 л.с. при 3400 об/мин, 245 Нм при 1900 об/мин (1998—2001 годы)

## Галерея

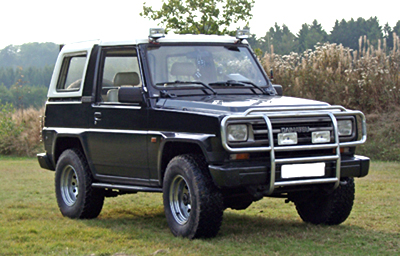
Daihatsu Rocky 4WD (F70, 1987)
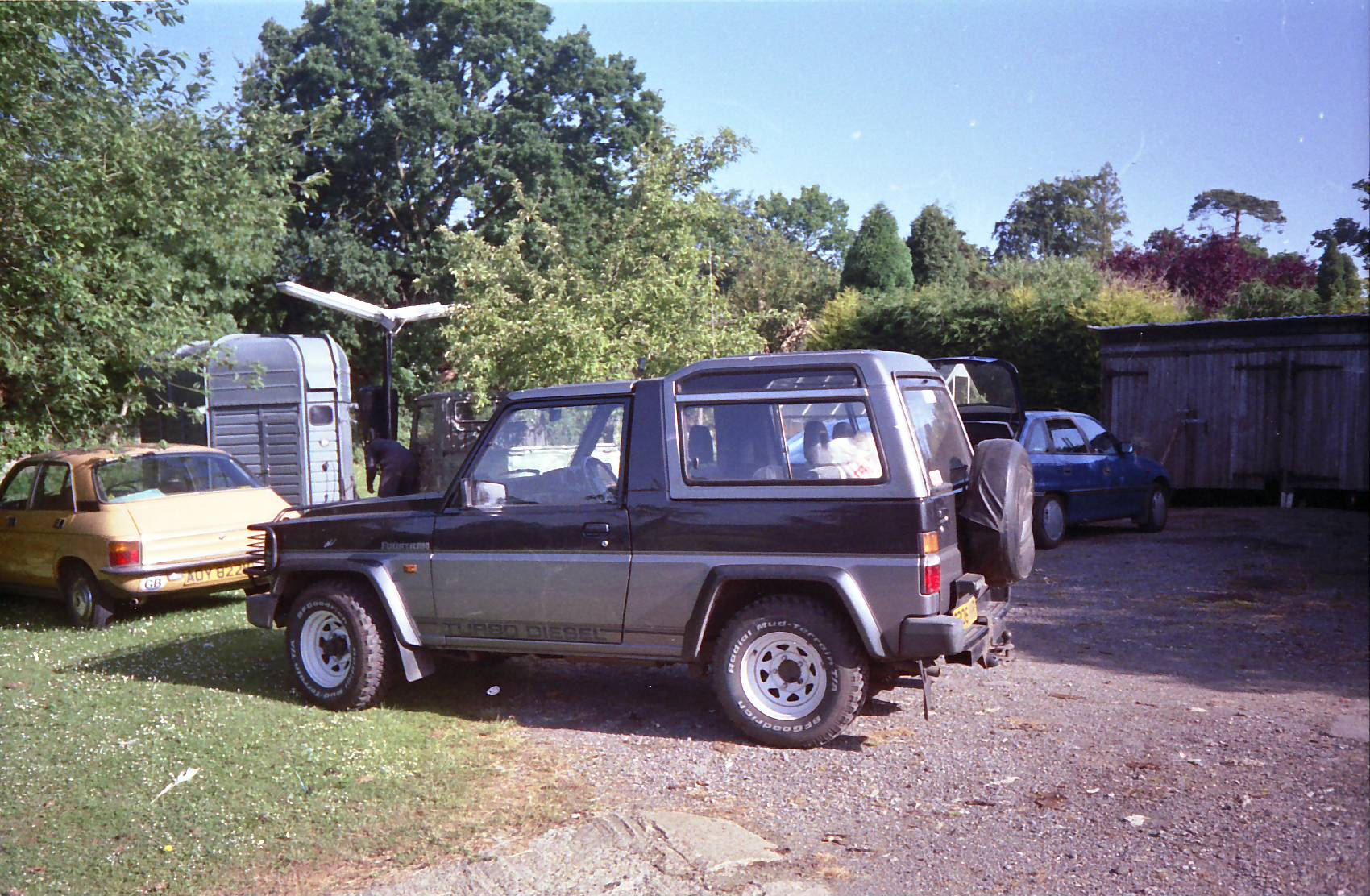
Длиннобазный F75 (2,8 л турбодизель)
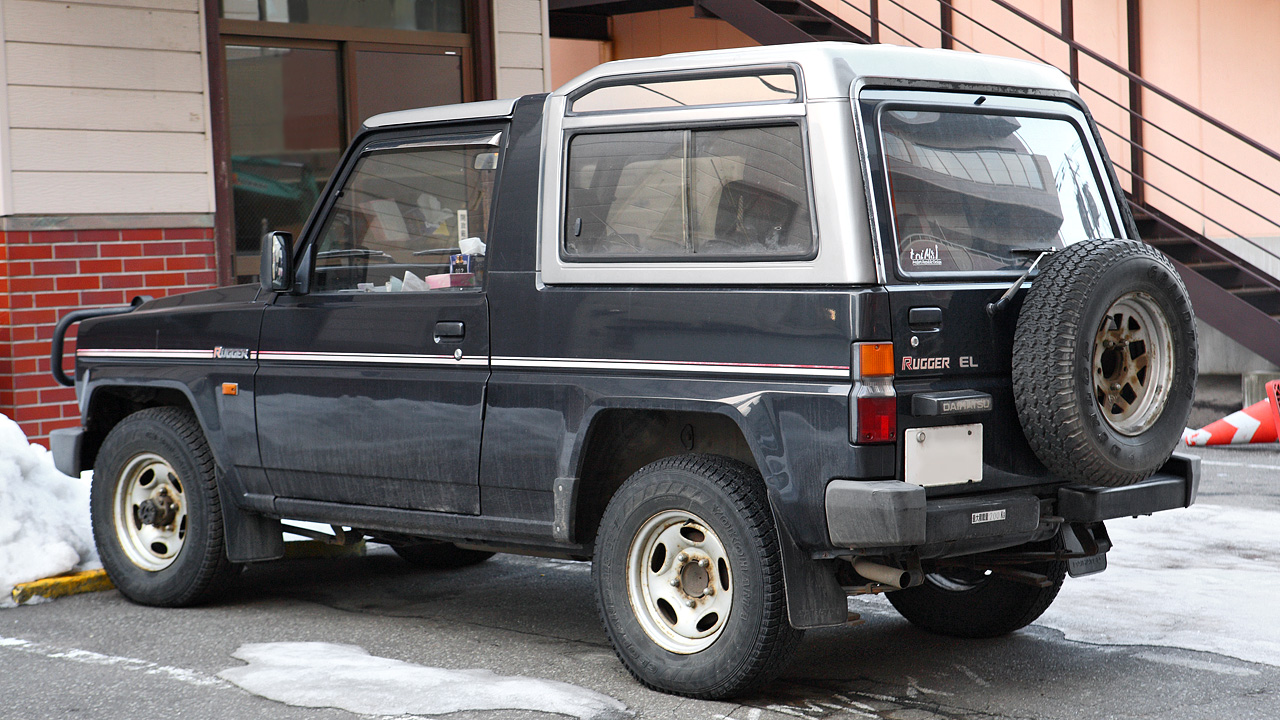
Daihatsu Rugger EL (F75V, 2,8 л турбодизель)
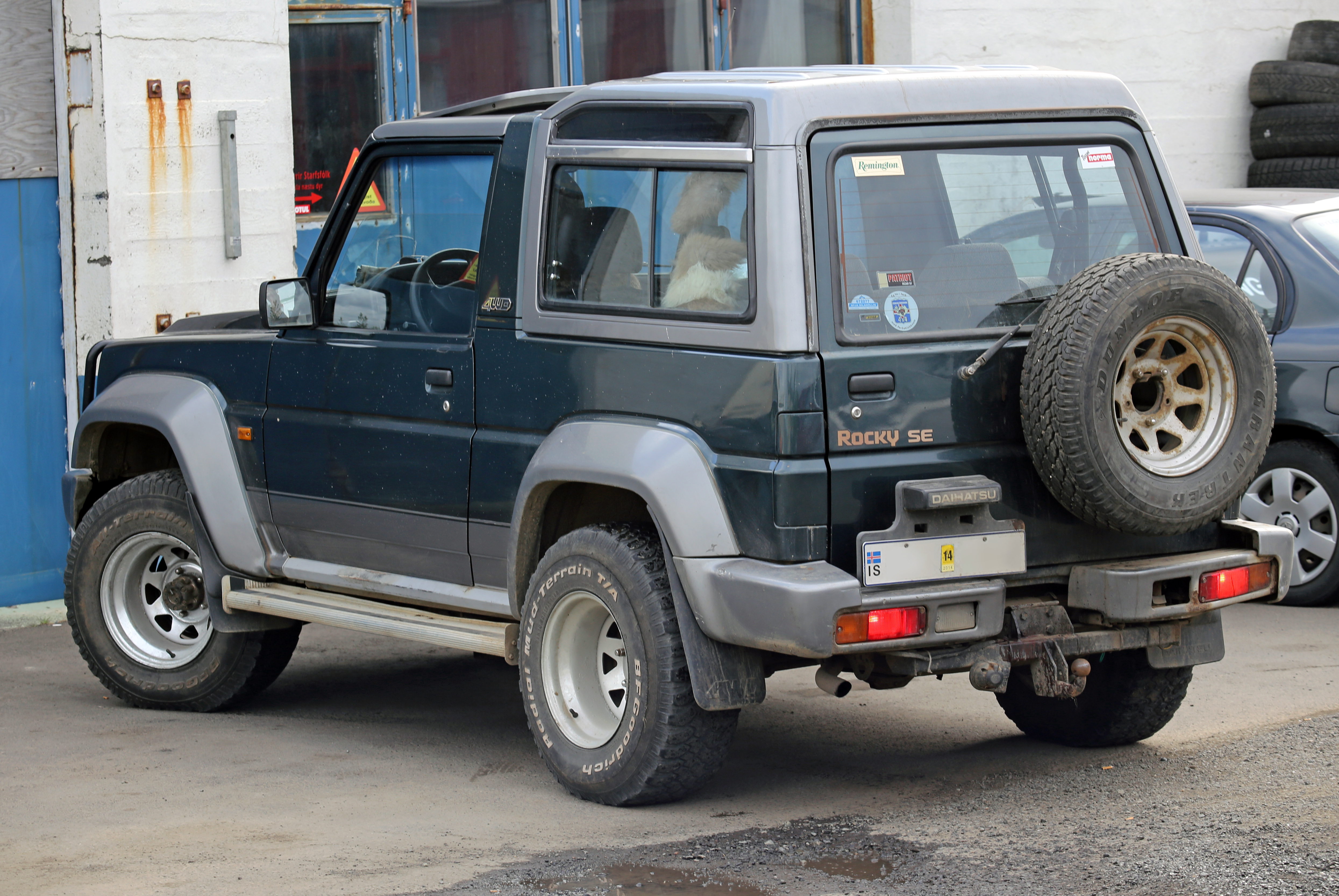
Универсал Daihatsu Rocky SE (F78, 1995, 2,8 л турбодизель)
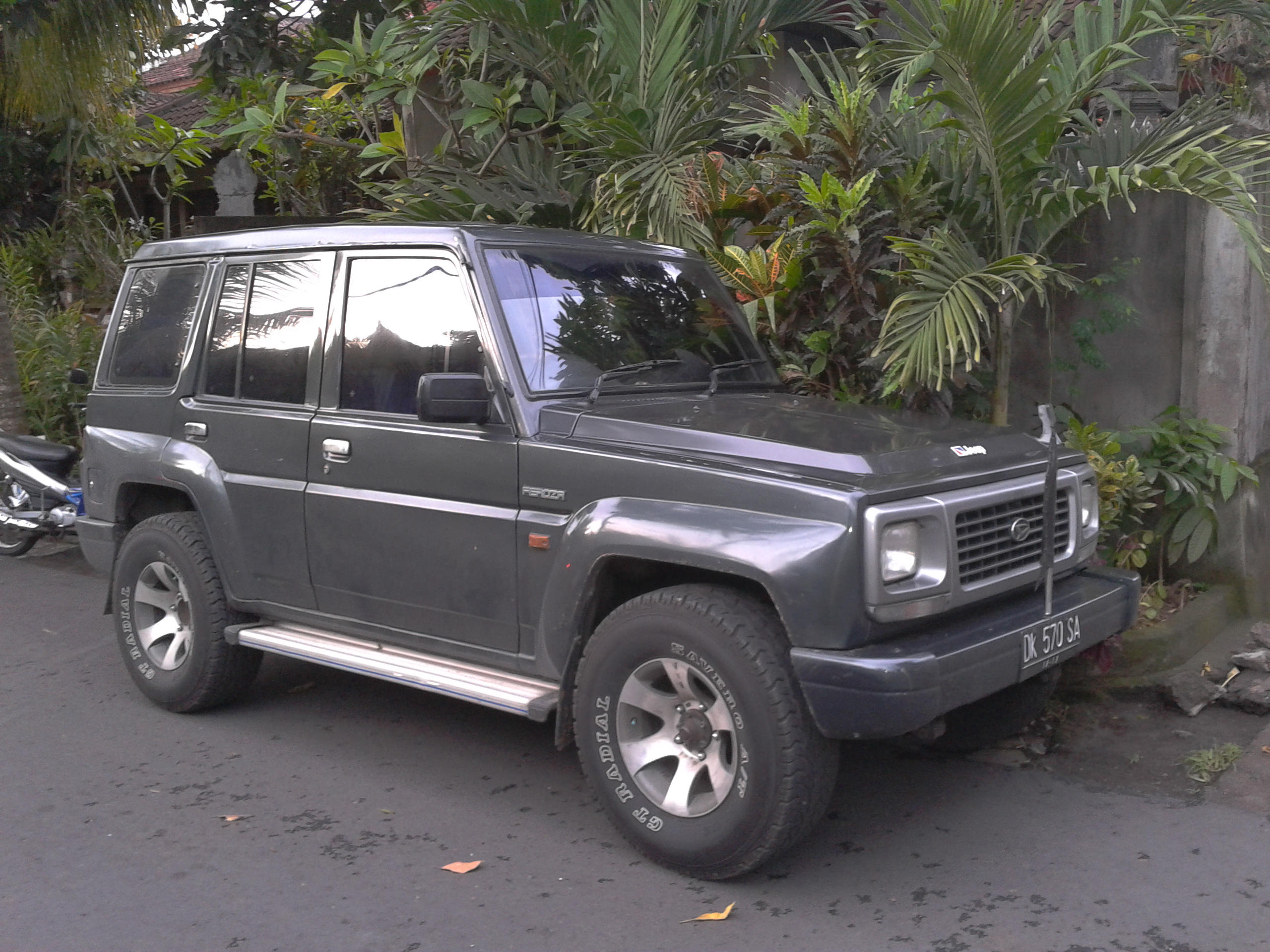
Универсал Feroza индонезийской сборки с пятью дверьми